# Saxifraga koelzii
Saxifraga koelzii är en stenbräckeväxtart som beskrevs av Schönb.-temesy. Saxifraga koelzii ingår i Bräckesläktet som ingår i familjen stenbräckeväxter. Inga underarter finns listade i Catalogue of Life.